# Fanellia korema
Fanellia korema is een zachte koraalsoort uit de familie Primnoidae. De koraalsoort komt uit het geslacht Fanellia. Fanellia korema werd in 1989 voor het eerst wetenschappelijk beschreven door Bayer & Stefani. 